# 八四海難
|  |

八四海難指1975年8月4日0时25分，在中國廣東省順德縣龍涌口村（今容桂街道龙涌口村）附近的珠江容桂水道河段，紅星245的船頭攔腰撞入紅星240左舷，导致被撞的红星240船先沉没，再把紅星245拖沉，全程僅6分鐘。紅星245的窗戶被兩條鐵枝攔住，乘客只能擠去通道逃生。兩船是肇慶至廣州的對開班次，共載800餘人。事故造成432人死亡，其中船员8人，遇难乘客多為青年。
1975年時值文化大革命，船難僅口耳相傳於家屬和救援村民。生還乘客陈振国走訪調查，其稿件至2004年終獲南方都市報採用，很多讀者第一次知悉此事。
八四海难是继1949年1月太平輪沉沒事件後，死亡数最多的中國船難。这一纪录在2015年被东方之星号客轮翻沉事件超过。

## 1970年代交通背景
肇庆往廣州的公路得過汽車渡輪，110公里路要顛簸四五個小時，故水路交通為大宗。肇庆往廣州的班船都是卧鋪夜航。肇慶星湖是當時廣州人避暑勝地。

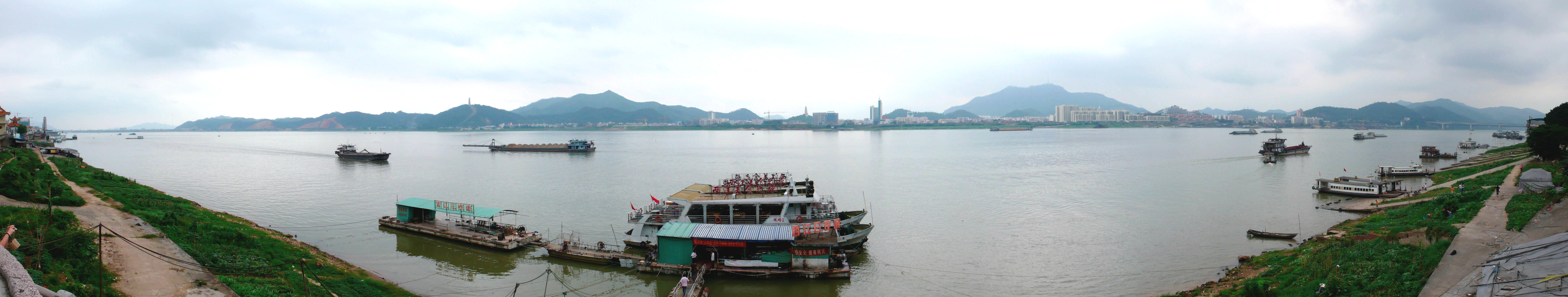
肇庆碼頭

## 經過
農曆六月二十七，沒月光，惟有星光。0时25分，红星245（肇庆往廣州）船首突然攔腰撞入红星240（廣州往肇庆）左舷。兩船磋商決定由红星245向前推頂红星240，令兩船靠岸。推頂一會，红星245見船不怎麼往前而倒船，令河水湧入红星240左舷缺口沉沒。红星245船头为红星240铁丝网挂住（红星240乃一水泥钢筋网船）而被一併拖沉。

### 逃生
撞船時不少人從床上震落跌破頭。船員勸喻乘客回舖位等安排。機艙進水後，發動機熄火，乘客在黑漆之中亂作一團。撞船後在艙外看熱鬧和離梯口較近的乘客，得以跳江活命，聽話回艙裡的多溺死。先沉船的紅星240的窗戶沒鐵欄，但窗户配备钢化玻璃，在漆黑中一时难以破开，因此很少人跳窗。被拖沉的紅星245每道窗戶都被兩條鐵枝攔住，只能從通道逃生。跳進江裡，只要辨別方向，划幾步就到淺水區，能徒步上岸，不懂水性的乘客亦撿回一命；游錯方向到最深15米、有旋渦的深水區的人則溺死。

### 救援
龍涌口村村民敲铜锣报警，划舢板救人。村民在岸邊點起一堆堆篝火給上水者取暖。兩船船員上岸後互相責怪大吵。當地政府安排生還者圍坐在學校操場過一夜。

### 生還者回家路上
翌日广州和肇庆政府分别派船接生還者返回，然而，部分乘客因为受惊过度，打死也不愿意坐船，宁可乘坐卡车一路颠簸回去。船難後兩地碼頭聚集大量群眾，往廣州天字码头改在海军码头上岸，肇庆的改在二塔战备渡口。生還者滿衣油污，兩市政府都發了新衣服，“那时每人一年才1.36丈的布票供应，一件衬衫算把好几年的布票都预支了”。

## 報導

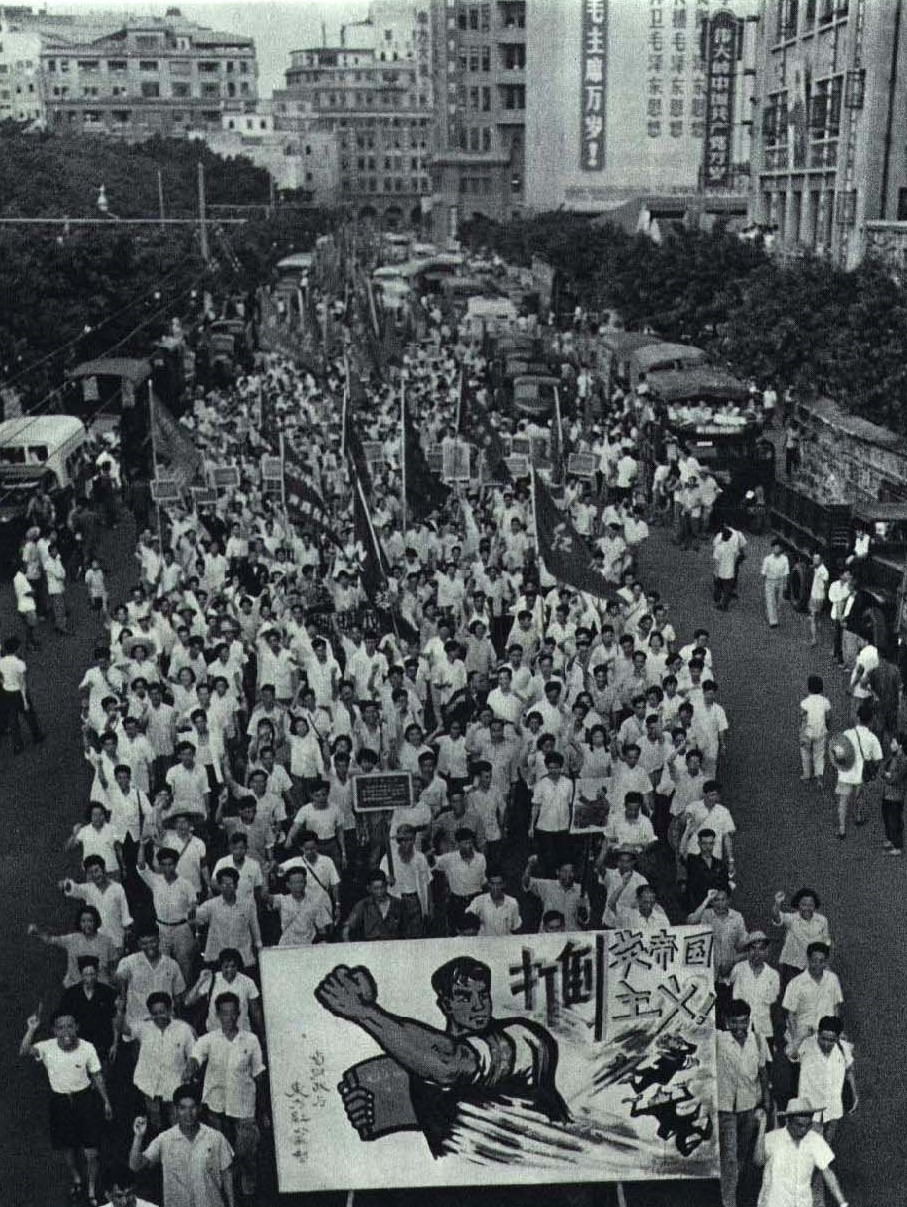
文革期間廣州游行

1975年時值文革，船難僅口耳相傳。佛山电视台顺德分台2012年紀實片《顺德人顺德事》描述「這場海上大營救未被公諸於世……受制於當時的歷史條件，這件事並未被報章和廣播披露，也很少人提及，載入史冊僅有寥寥幾行字。八四海難的慘烈，靜靜埋在親歷者心裡長達37年」。收入《广东省志·水运志》（2006）。

## 事後

### 遇難者
两轮904人中共有437人遇难。遇难乘客中有380人是廣州人，52人是肇慶人，还有香港、澳门籍乘客29人:467。广州市橡胶七厂（國有企業）組織去肇庆星湖，連家屬共300餘人去，幾乎包下红星245號。厂方共死108名，當中有越戰剛回國的解放軍海軍，有剛參加毛主席畅游长江民兵紀念泳賽的軍人亦陰溝翻船。

### 審判
紅星245駕駛在法庭供稱为了避让沒打燈的农艇而满舵轉向而撞船，但此說法無法被农艇核實。被判七年。

## 相關災難
撞船
- 2012年：香港南丫海難（39死）

1975年8月其他災難
- 河南“75·8”水库溃坝（23万死）